# Menneval
 Menneval  es una comuna y población de Francia, en la región de Alta Normandía, departamento de Eure, en el distrito de Bernay y cantón de Bernay Este.
Su población en el censo de 2007 era de 1.423 habitantes. Forma parte de la aglomeración urbana de Bernay, convirtiéndose en un núcleo residencial, lo que ha sido la principal causa de su crecimiento demográfico.
Está integrada en la Communauté de communes de Bernay et ses environs .

## Demografía
| 963 | 1073 | 1135 | 1325 | 1338 | 1322 |
| Para los censos de 1962 a 1999 la población legal corresponde a la población sin duplicidades (Fuente: INSEE [Consultar]) |      |      |      |      |      |